# 桜川市真壁
桜川市真壁（さくらがわしまかべ）は、茨城県桜川市にある重要伝統的建造物群保存地区。桜川市真壁町真壁の一部、約17.6haの範囲である。

## 概要
桜川市（旧：真壁郡真壁町）真壁は、戦国時代の真壁城に付属した集落が起源となっている。江戸時代に入ると、笠間藩の一部となり真壁陣屋が置かれて発展した。
真壁城は江戸時代に廃城となったが、近くに大きな町がなかったため経済や文化の中心地として真壁は発展を続けた。1837年（天保8年）の大火によって、それまでの萱葺や板葺から陣屋が瓦葺、商家が見世蔵や土蔵に移り変わった。明治になると見世蔵や土蔵の建設が最盛期となり、大正に入り筑波鉄道が開通し真壁駅が開業すると出し桁の目立つ二階建ての町家が普及し、昭和初期には洋風建築の建物も建設され、多様性に富んだ街並みが形成された。
こうした時代の特徴を示す建物が少しずつ入り混じった街並みが特徴的であったが、昭和後期になると建物の取り壊しが目立つようになったため、平成に入ってから街並みを保存する活動が始まった。1994年（平成6年）に真壁城跡が国の史跡に指定され、その後短期間で建物の104棟を登録有形文化財に登録した。2005年（平成17年）の市町村合併後も街並み保存の活動は続き、2010年（平成22年）6月29日に重要伝統的建造物群保存地区に選定された。

## 重要伝統的建造物群保存地区データ
地区名称：桜川市真壁
種別：在郷町
選定年月日：2010年6月29日
選定基準：（2）伝統的建造物群及び地割がよく旧態を保持しているもの
面積：17.6ha

## 主な建造物・施設

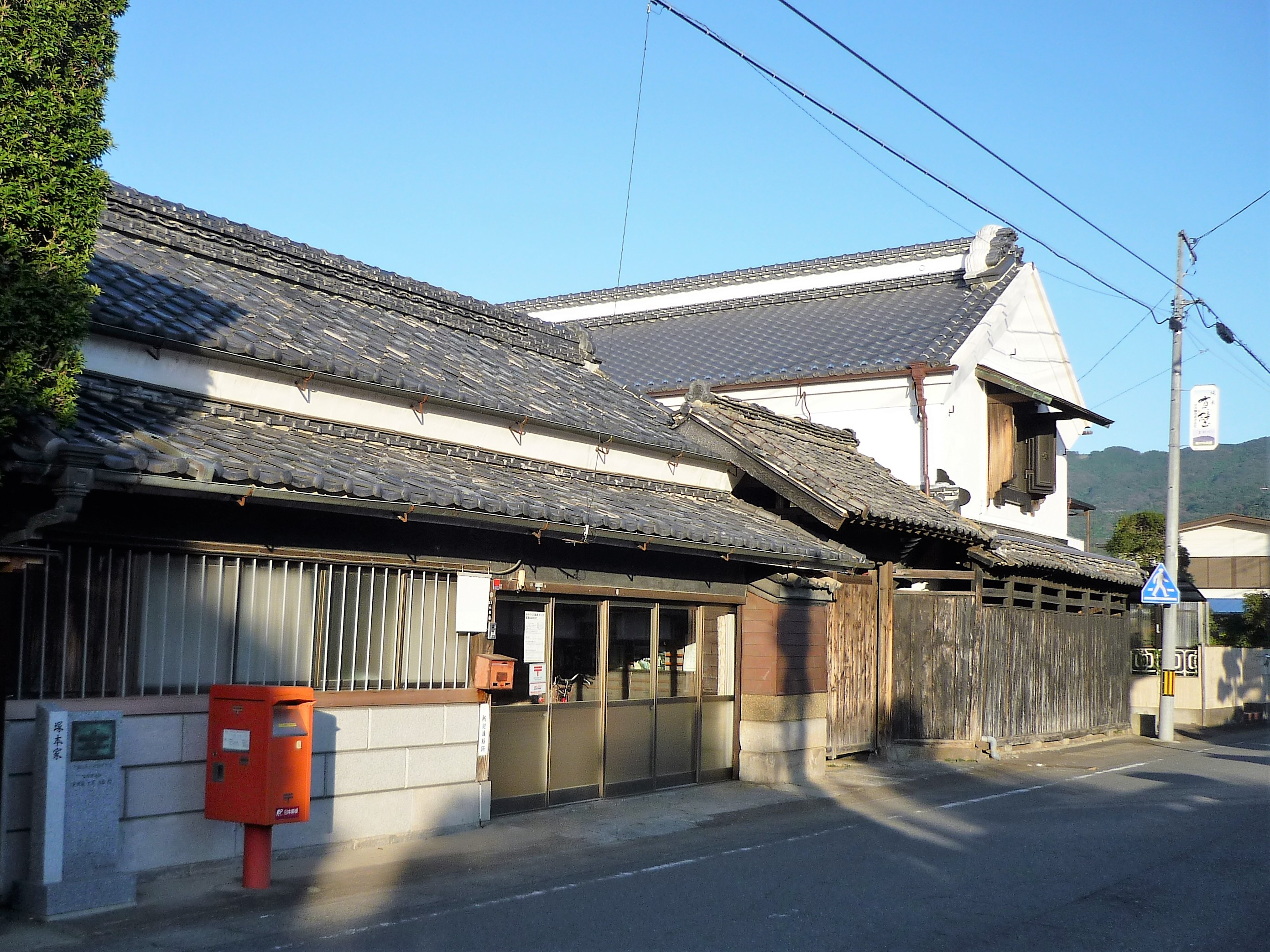
塚本家
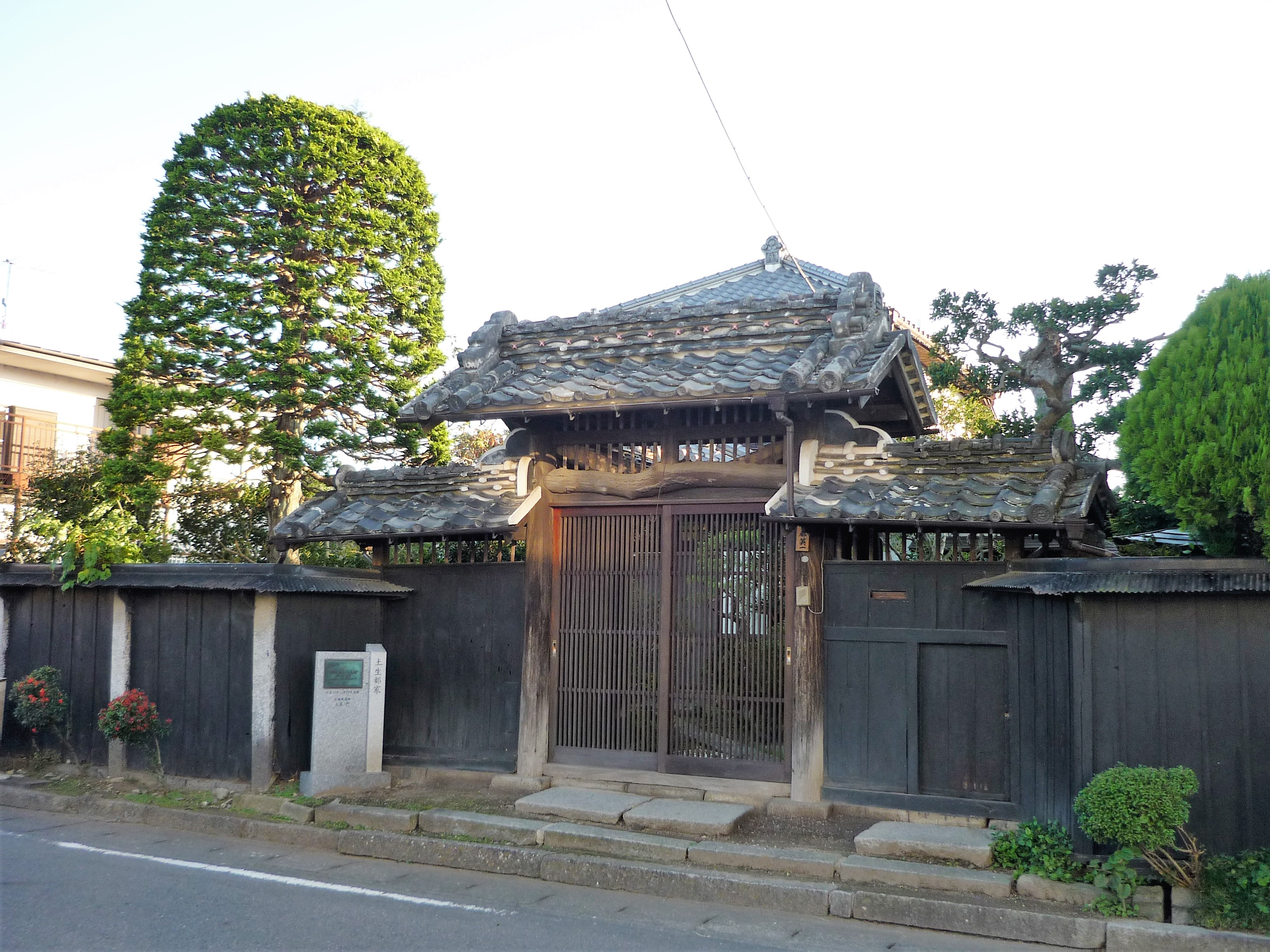
土生都家
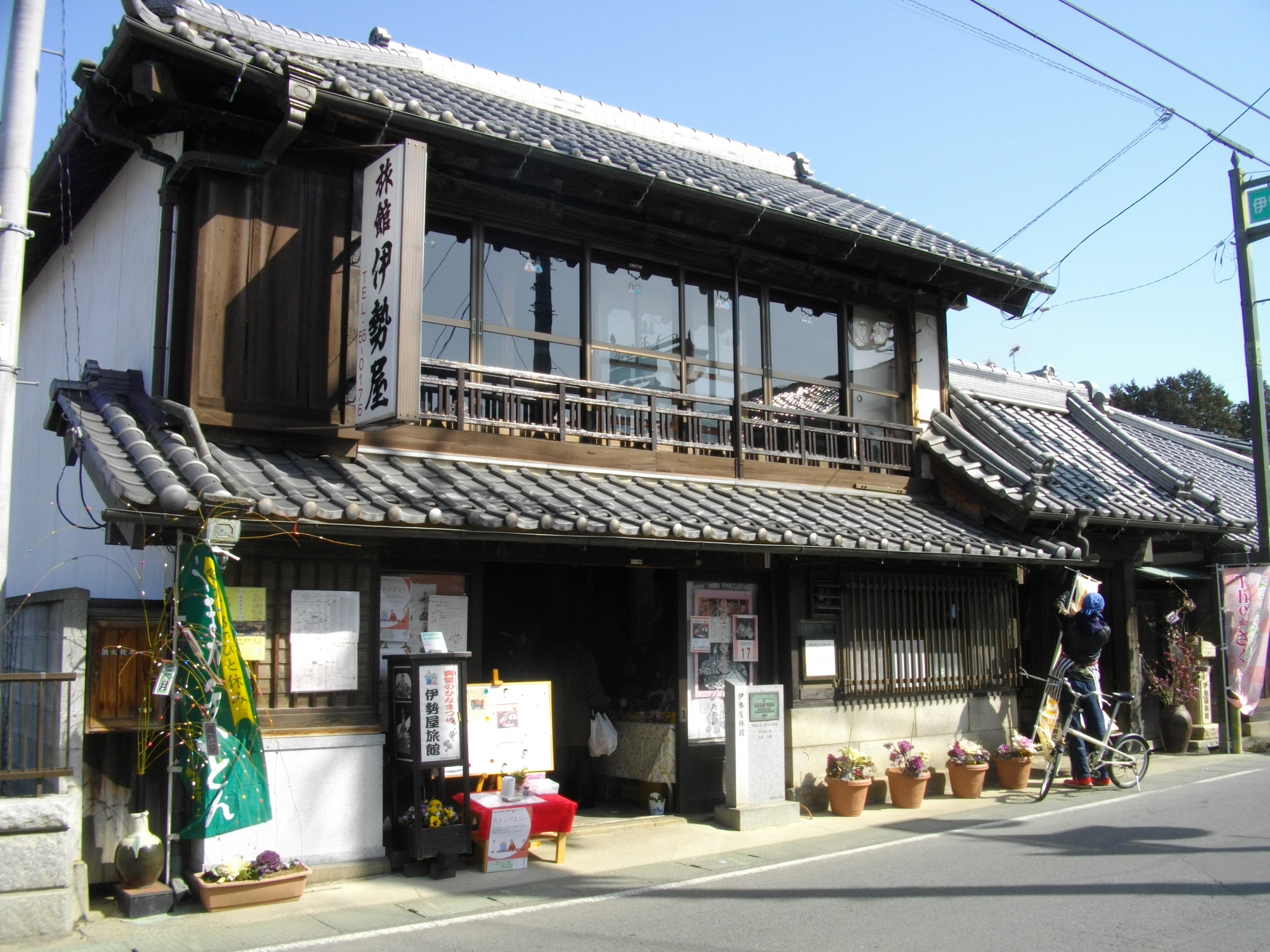
伊勢屋旅館（勢州楼）
- 高久家
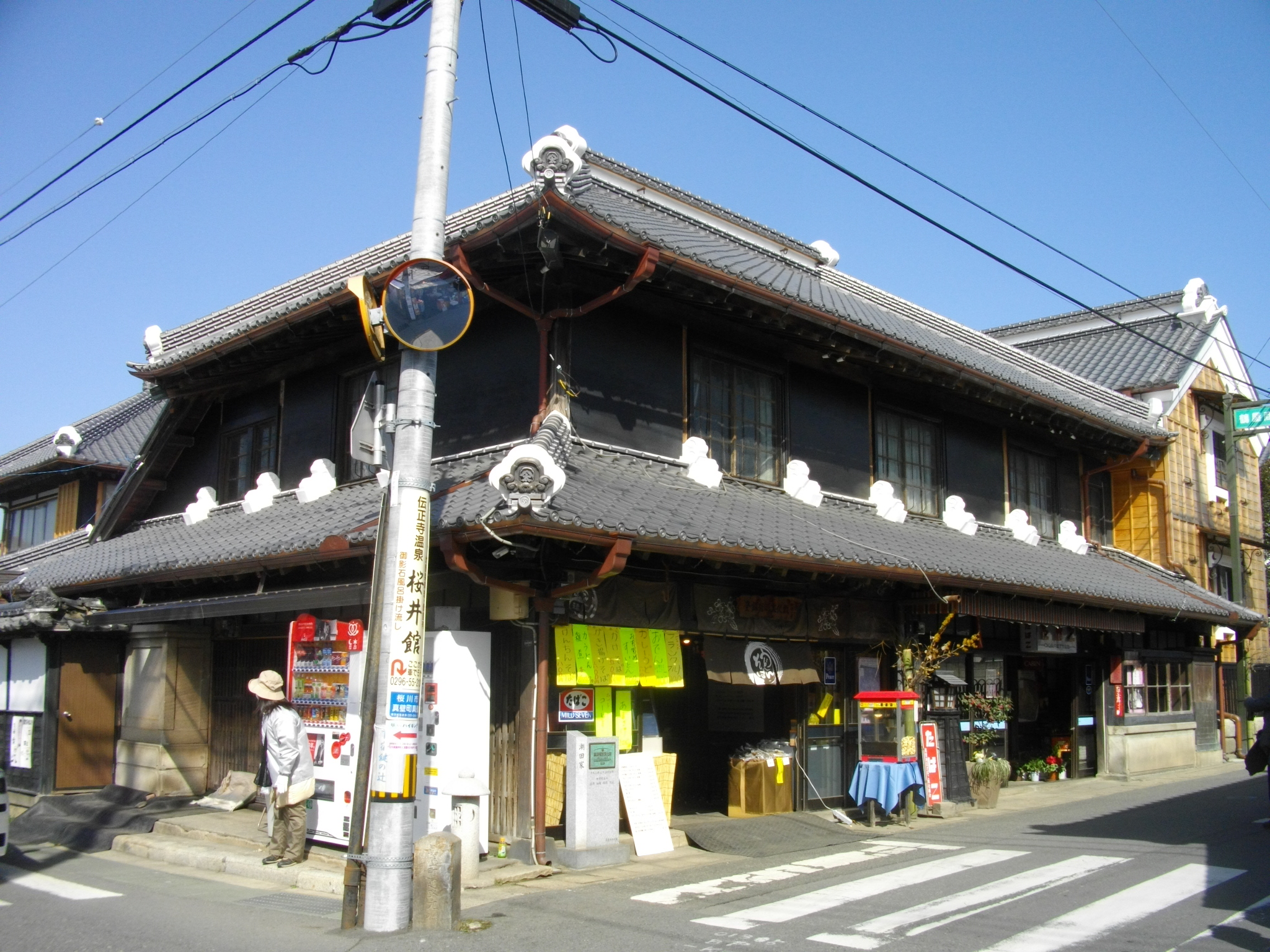
潮田家住宅（鶴屋）
- 市塚紀夫家
- 中村家
- 関根家
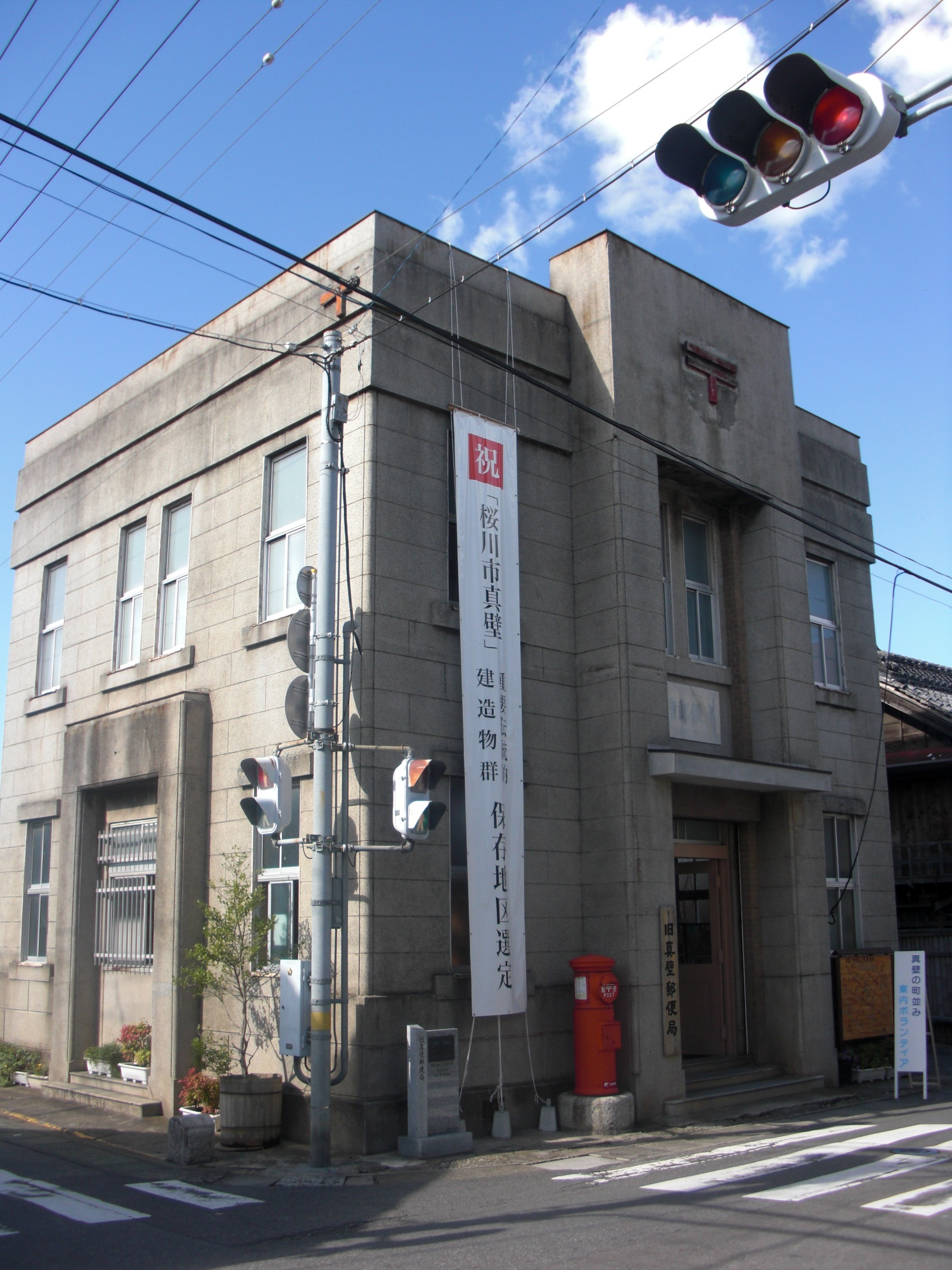
第五十銀行真壁支店（旧：真壁郵便局）
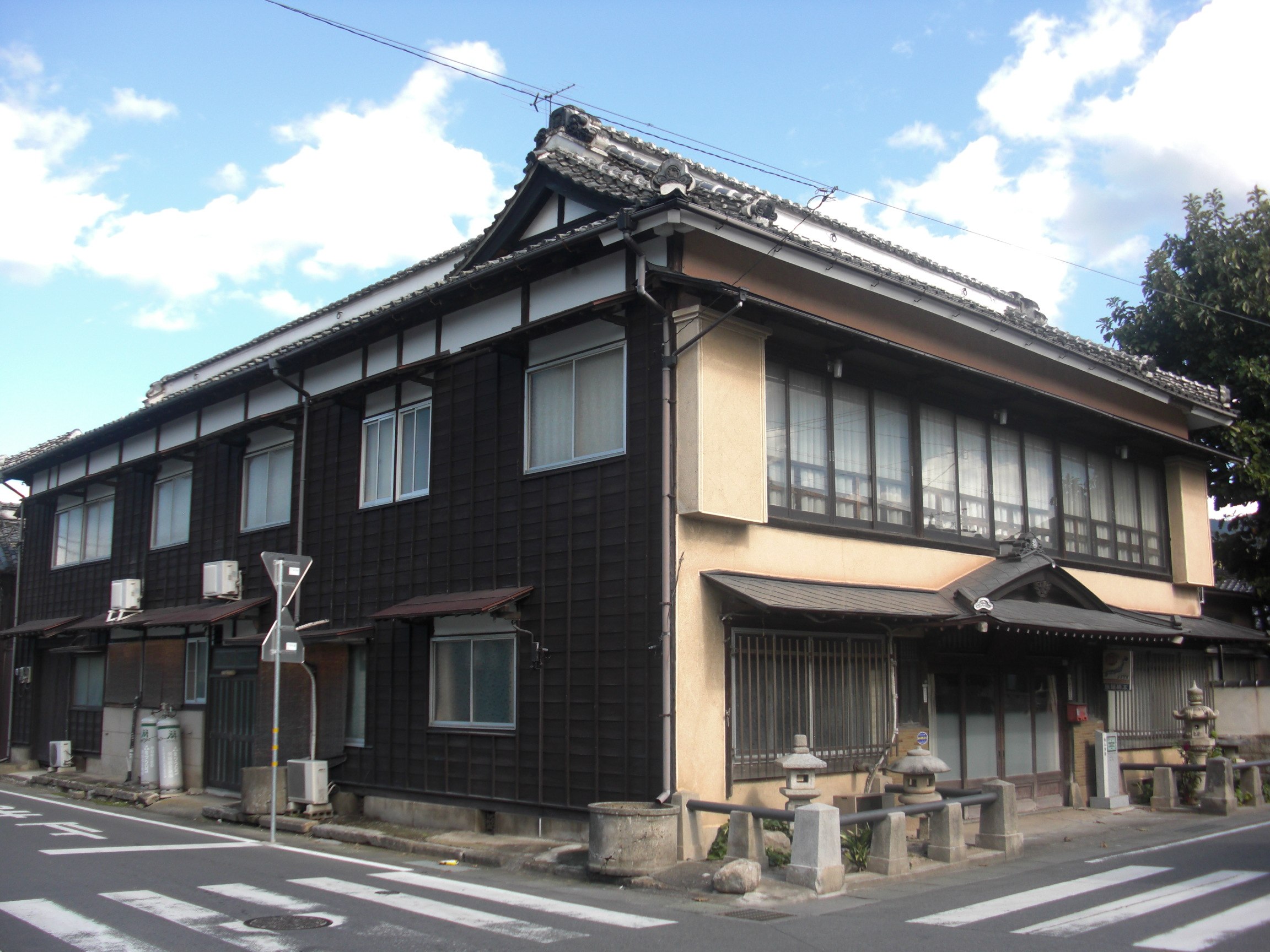
橋本旅館
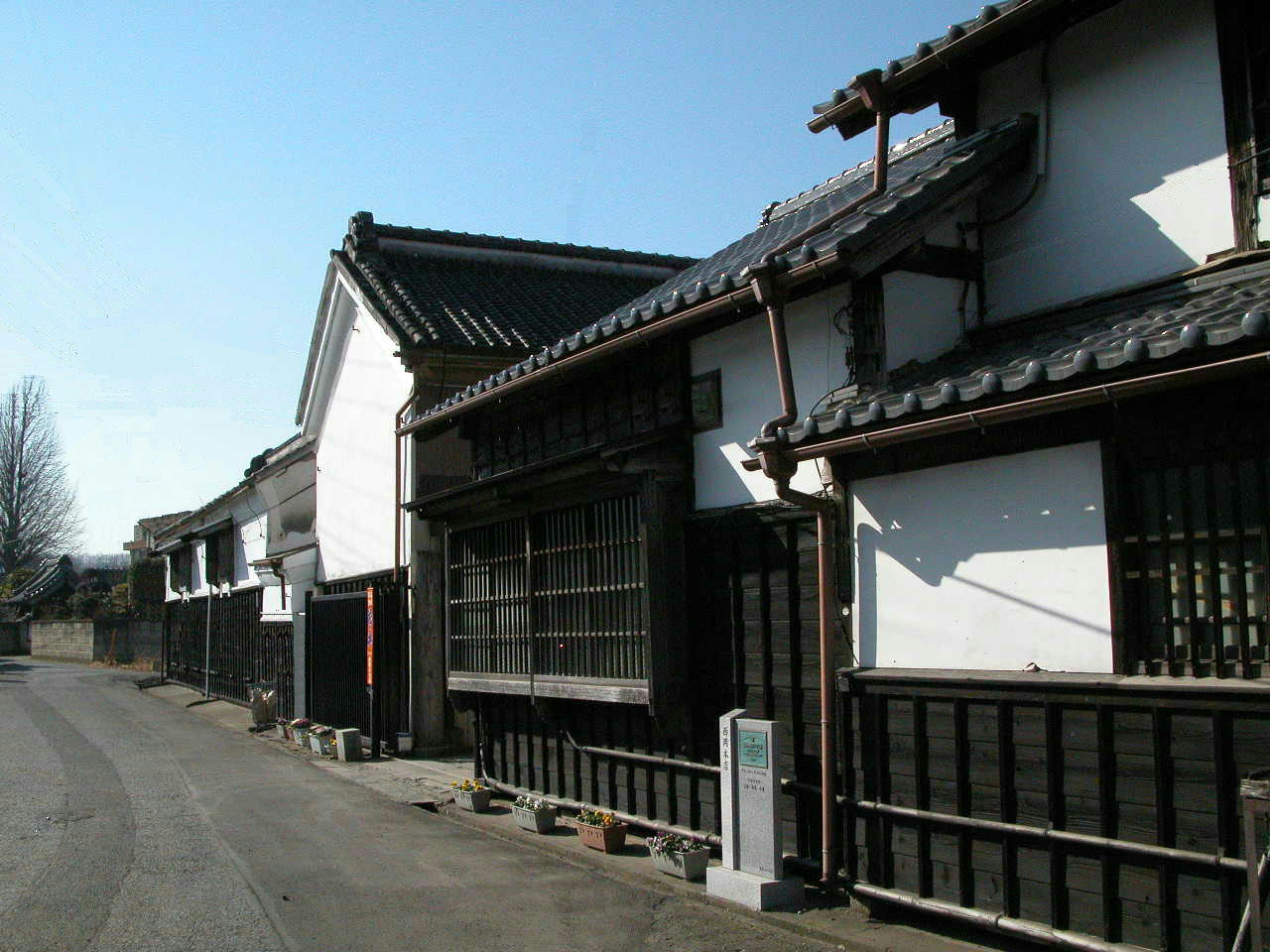
株式会社 西岡本店（日本酒 <花の井> 蔵元）

- 出川薬局
- 株式会社 西岡本店
- 密弘寺

- 塚本家
- 土生都家
- 伊勢屋旅館
- 潮田家住宅
- 旧真壁郵便局（旧・第五十銀行真壁支店）
- 橋本旅館
- 株式会社 西岡本店（日本酒 <花の井> 蔵元）

## アクセス
- JR東日本水戸線岩瀬駅下車 車で約20分

## 周辺情報
- 桜川のサクラ
- 楽法寺（雨引観音）
- つくばりんりんロード
- 岩瀬石彫展覧館「ROCK MUSEUM」
- 真壁のひなまつり